# Enric Bernat
Enric Bernat Fontlladonosa (Barcelona, 20 de octubre de 1923-Barcelona, 27 de diciembre de 2003) fue un empresario español, fundador de la compañía de piruletas Chupa Chups.

## Biografía
Enric Bernat nació en el seno de una familia de pasteleros de tres generaciones e inició su vida laboral en la pastelería de sus padres. En 1950 creó su propio negocio y fundó una fábrica de confites llamada "Productos Bernat", a la que se integró quien por entonces era su prometida, Nuria Serra, hija de otra familia de confiteros barceloneses. La joven pareja impulsó el negocio, hasta absorber en 1954 una empresa asturiana fabricante de productos derivados de la manzana, llamada "Granja Asturias". En 1958, Enric Bernat compró la patente de un caramelo esférico con palo llamado "Gol", que fabricaba la industria barcelonesa "Reñé SA", y ese mismo año salió al mercado el nuevo caramelo "Chups", presentado como un pequeño lujo infantil que permitía consumir el dulce sin ensuciarse los dedos.

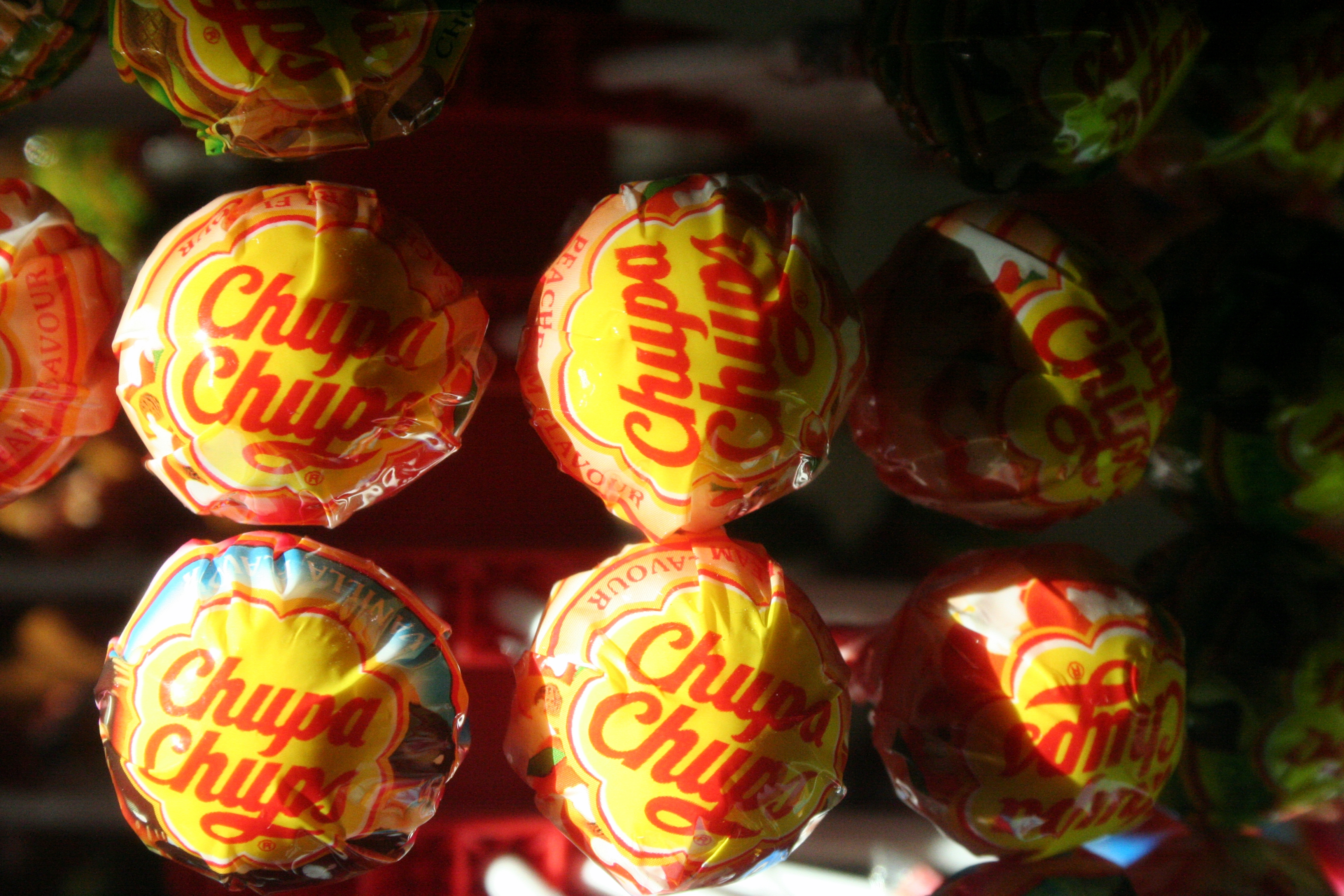
Chupa Chups.

Durante la década de 1980 Bernat fracasó en la adquisición de la compañía de seguros Iberia de Seguros para financiar un nuevo banco de inversiones en Cataluña. A pesar de la pérdida, compró la propiedad de la Casa Batlló del arquitecto modernista Antoni Gaudí. En 1991 dejó el control formal de Chupa Chups a su hijo Javier. La marca creó también la compañía subsidiaria Smint en 1994.
Con su esposa Nuria Serra tuvo tres hijos y dos hijas. Bernat murió de forma natural a los 80 años en su casa de Barcelona, el 27 de diciembre de 2003. En 2006 sus hijos vendieron la empresa al grupo italiano Perfetti van Melle.